# Analgetikum
Et analgetikum (fra græsk: an- uden, algesi- smerte, flertal analgetika) er et smertestillende lægemiddel. Deres effektivitet afhænger af evnen til at blokere nervesignaler der sendes fra smertereceptorer til hjernen. Analgetika opdeles i primære og sekundære analgetika. Sekundære analgetika er lægemidler der har en anden primær anvendelse end smertelindring. En speciel type af analgetika er lokalanalgetika, som anvendes til bedøvelse af et afgrænset område af kroppen under fx kirurgiske indgreb. Analgetika er forskellige fra anæstetika, da anæstetiske midler hæmmer alle nervesignaler og derved også forårsager følelsesløshed, mens analgetika kun hæmmer smertesignalerne.

## Primære analgetika
Primære analgetika består af de stærke smertestillende midler, opioiderne, samt de mere svage smertestillende midler som paracetamol og NSAIDer.

## Sekundære analgetika
Sekundære analgetika er lægemidler der primært anvendes til andre formål end smertelindring, men som har en plads i smertelindring af visse typer af smerter der ikke responderer på primære analgetika, herunder neuropatiske smerter. Denne gruppe består af visse antidepressive og antiepiletiske stoffer.

## Lokalanalgetika
Lokalanalgetika er lægemidler der anvendes til bedøvelse af et afgrænset område af kroppen under fx en operation (lokalbedøvelse). Disse stoffers navne slutter alle med -cain og de er afledt af kokain. Lokalanalgetika kombineres nogen gange med vasokonstriktorer som noradrenalin, for at hindre spredning af bedøvelsen. Lokalanalgetika kaldes på visse sprog, herunder engelsk, for lokalanæstetika.
- Wikimedia Commons har flere filer relateret til Analgetikum